# Laurent-Benoît Dewez
Laurent-Benoît Dewez, baptisé le 14 avril 1731 à Petit-Rechain (Belgique) et mort le 1er novembre 1812 à Grand-Bigard (Belgique), est un célèbre architecte des Pays-Bas autrichiens du XVIIIe siècle. Grand maître du style néo-classique il se distingue particulièrement dans l'architecture religieuse.

## Formation
Issu d'une famille modeste (dont il est le huitième enfant), il obtient cependant de pouvoir se perfectionner durant quelques années à Rome chez les maîtres de l'art néo-classique : il séjourne en Italie de 1754 à 1757, grâce à une bourse de la fondation Lambert Darchis ; il travaille dans les ateliers des architectes Carlo Marchionni et Luigi Vanvitelli. Il passe ensuite un an à Londres au service de l'illustre architecte Robert Adam et revient dans son pays en 1758 pour la reconstruction de l'abbaye d'Orval.

## Spécialiste de l'architecture religieuse

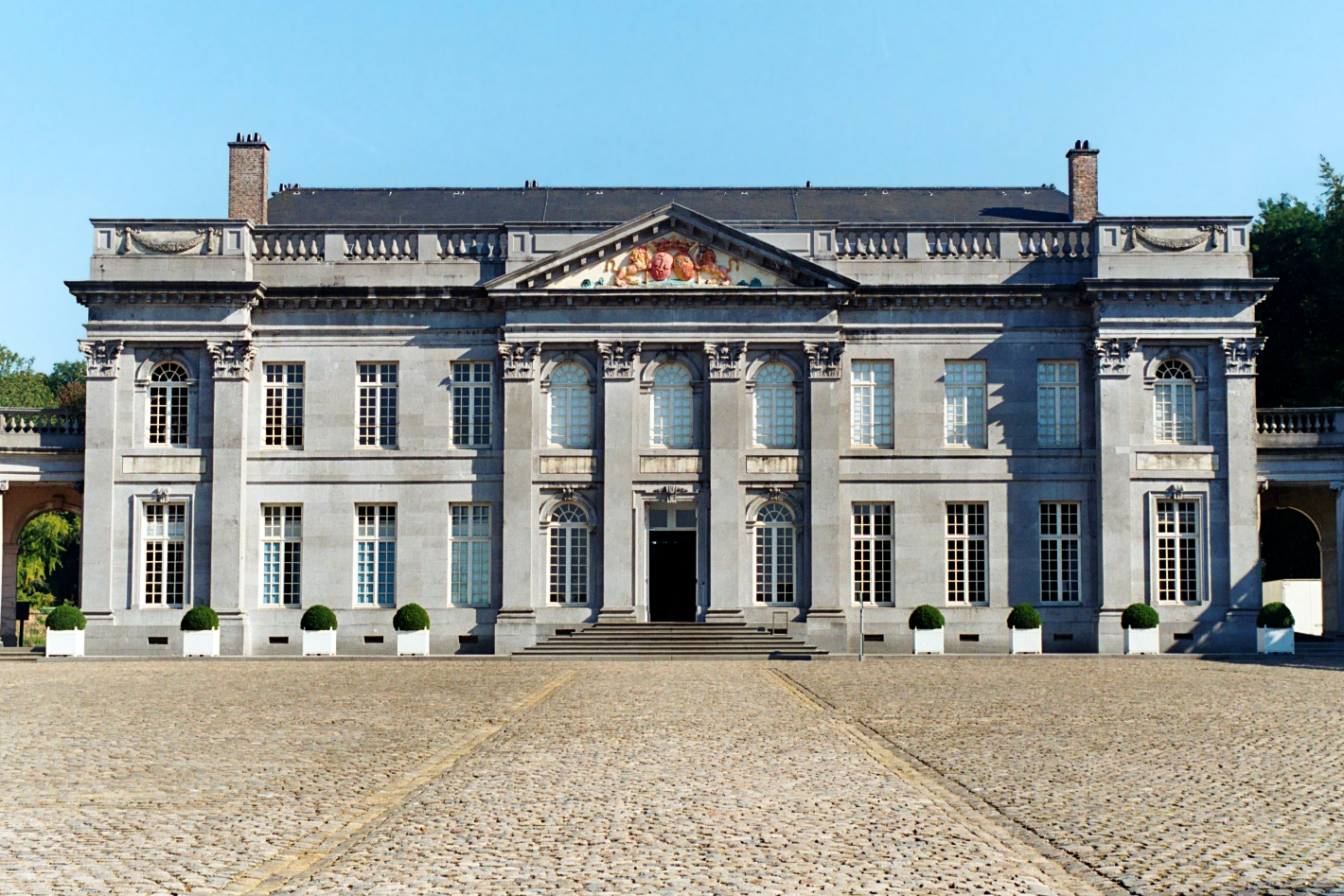
Château de Seneffe (1763-1768)

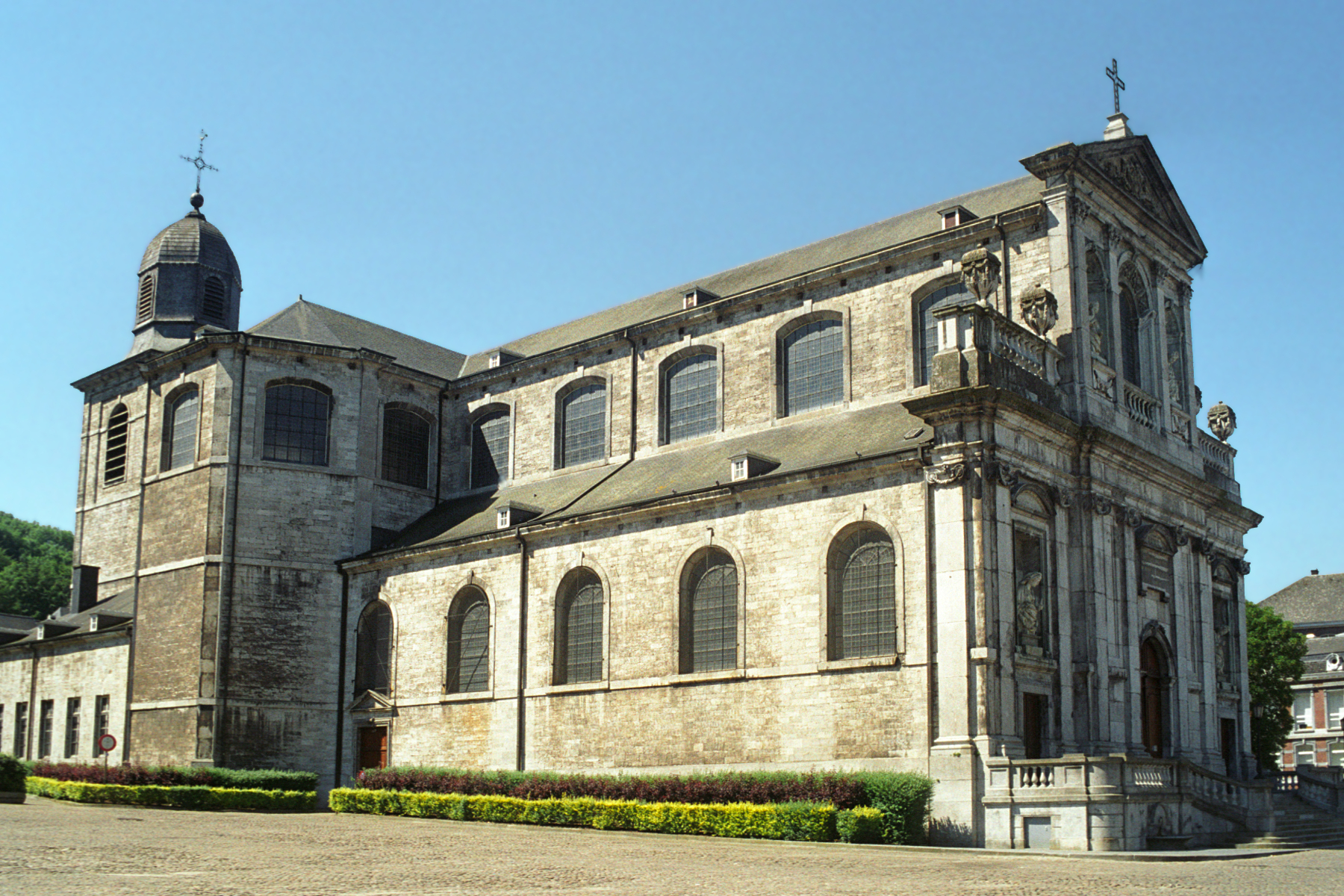
Collégiale Sainte-Begge d'Andenne (1764-1778)

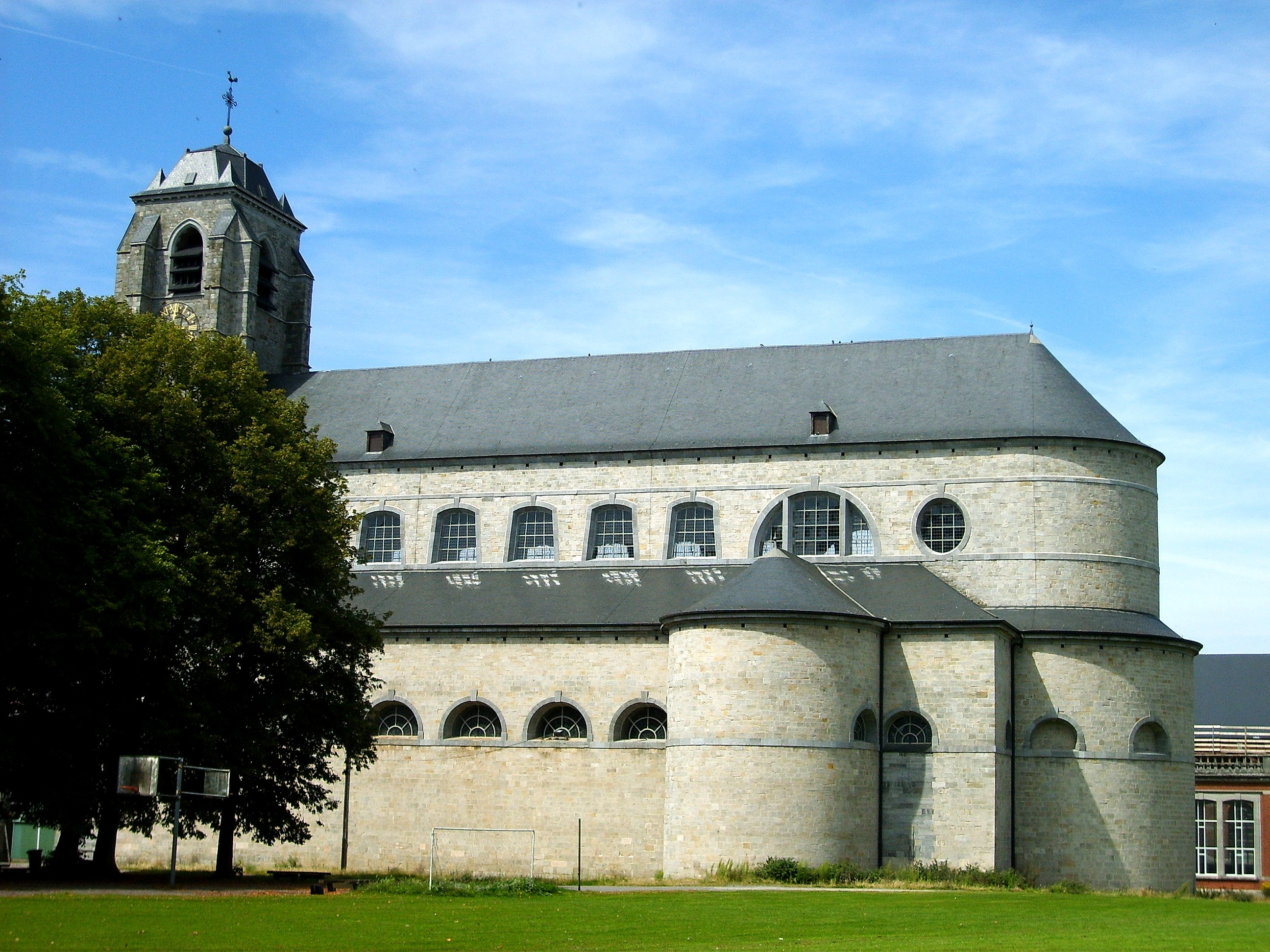
Basilique Notre-Dame de Bonne-Espérance (1770-1776)

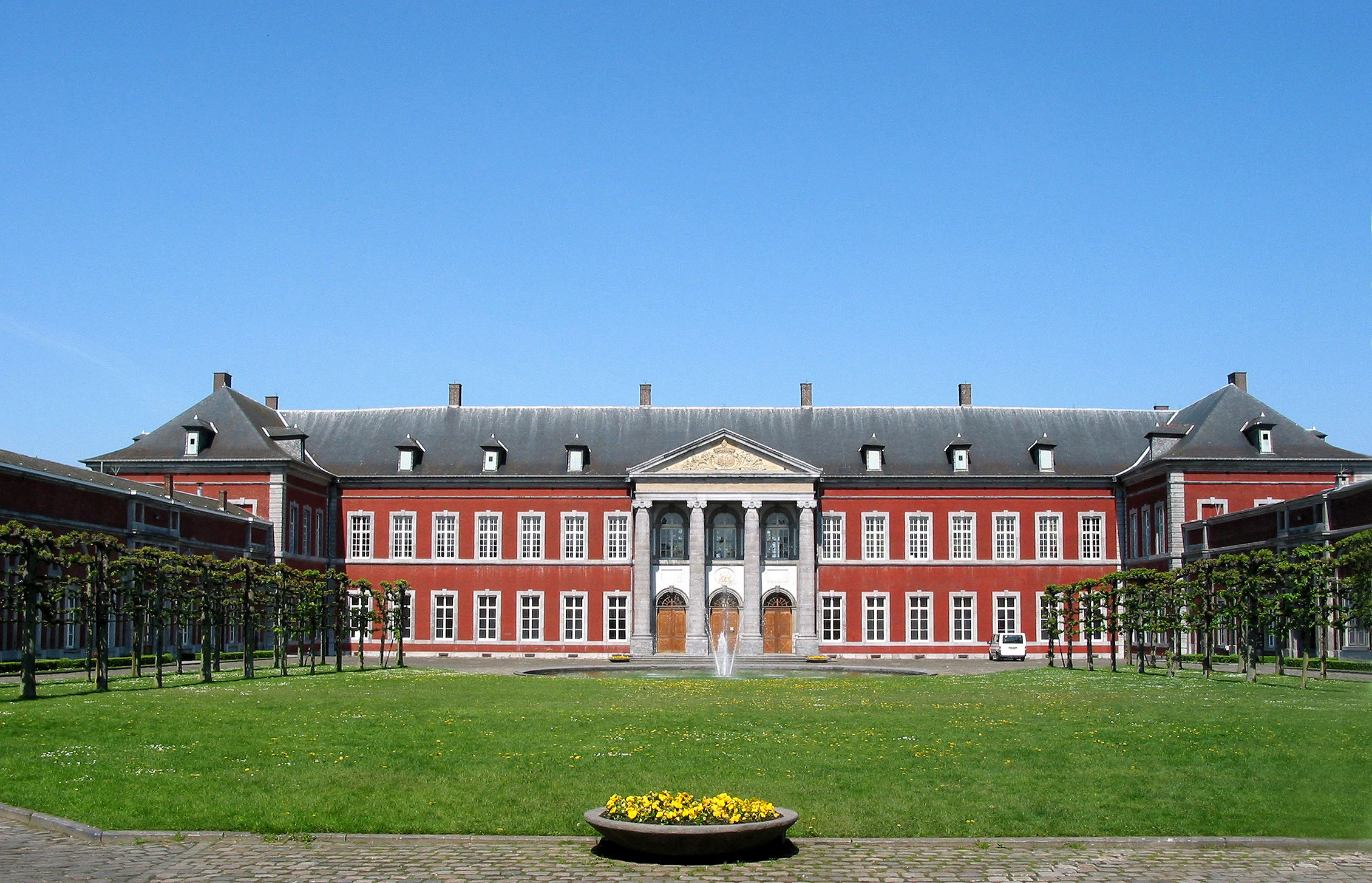
Ancienne abbaye de Gembloux, aujourd'hui occupée par la Faculté universitaire des sciences agronomiques de Gembloux

Cette première commande importante, la reconstruction de l'abbaye d'Orval, s’explique par ses liens familiaux avec l’abbaye et par l’intervention de son protecteur, Dom Nicolas Spirlet, futur abbé de Saint-Hubert, bien introduit auprès du gouvernement autrichien. Elle contribue à asseoir sa réputation au sein de la clientèle monastique. Laurent-Benoît Dewez sera associé à la transformation de nombreuses autres abbayes, dont : Saint-Martin de Tournai, Heylissem, Affligem, Floreffe, Forest, Ninove, Gand, Vlierbeek, Dieleghem et Gembloux. Il est également retenu pour reconstruire l’église de l’abbaye du Chapitre Noble à Andenne, l'abbatiale de l'abbaye de Bonne-Espérance à Vellereille-les-Brayeux, la collégiale de Harelbeke et pour remanier le frontispice de l’église abbatiale de Villers. En dehors des commandes religieuses, Dewez est sollicité par Julien Depestre qui cherche à matérialiser sa notoriété par la construction d’une demeure prestigieuse à Seneffe à laquelle participera également Ghislain-Joseph Henry (1754-1820).

## Premier architecte du Gouverneur des Pays-Bas autrichiens
Ses travaux dans les abbayes étant strictement contrôlés par l’État, la notoriété de Dewez parvient jusqu’à la Cour où il s’attire la bienveillance de Charles de Lorraine. C’est donc tout naturellement qu’il reprend, en 1766, la direction des travaux du palais du gouverneur-général des Pays-Bas autrichiens à la mort de l’architecte de la Cour, Jean Faulte.
Quelques mois plus tard, le 18 mars 1767, il est nommé par lettre patente Premier architecte du Gouverneur des Pays-Bas autrichiens, Charles-Alexandre de Lorraine. Par cette nomination, il devient l’architecte quasi obligé de la Cour et des institutions publiques et religieuses qui, faute de faire appel à lui, n’obtiendraient pas leurs crédits ou, plus grave, seraient soupçonnés de critiquer les choix artistiques du gouvernement. Il s’attire également les commandes privées de l’entourage de la Cour qui lui demandent de construire ou d’aménager de nombreux châteaux.
C’est ainsi que le baron de Bonlez lui confie, en 1768, la reconstruction de l’église de son village. Satisfait de ses services, il lui commande ensuite la reconstruction de son hôtel à Bruxelles et une modification de son château à Bonlez.
Nanti d’une jolie fortune, marié à Marie-Françoise Mertens qui lui donnera quinze enfants, Dewez se construit un hôtel particulier à la rue de Laeken, actuel Musée belge de la franc-maçonnerie, et acquiert le château Het Steen à Elewijt, propriété occupée autrefois par Pierre-Paul Rubens et son épouse.

## La chute brutale et la disgrâce
Réussite et exclusivité des commandes finissent par exacerber le ressentiment et la jalousie de ses confrères qui font tout pour l’évincer des nouvelles commandes ou critiquer la conception et la qualité du suivi de son travail. Les incidents se multiplient et ternissent rapidement sa réputation. Après la prison de Vilvorde et la reconstruction de l’église Saint-Pierre à Uccle dont sa gestion est critiquée, il est écarté du projet d’aménagement de la place Royale et du quartier du Parc. La négligence dont il continue à faire preuve dans la gestion du chantier du Petit Ermitage du château de Tervueren lui donnera le coup de grâce. Le 5 février 1780, il est démis de ses fonctions d’architecte de la Cour.
Retiré au Steen, il continue à honorer des commandes privées et se livre à quelques opérations immobilières. C’est ainsi qu’il construit dans le quartier du Parc en plein essor plusieurs maisons de rapport, trois hôtels pour le compte de l’abbaye d’Affligem et la salle des fêtes du Concert Noble. Après dix années passées à Prague, il s’installe à Grand-Bigard et tente, en vain, de se réinsérer dans les commandes publiques. Il y meurt, ruiné et oublié, le 1er novembre 1812. Sa pierre tombale et de sa femme Marie-Françoise Mertens se trouve sur le mur extérieur de l'église Saint Egide de Grand-Bigard. L'inscription funéraire, en latin, donne un aperçu de sa carrière.
Grâce à sa formation, à ses voyages et à sa position d’architecte de la Cour, Laurent-Benoît Dewez a introduit dans les Pays-Bas autrichiens un nouveau courant architectural, le néoclassicisme — qui s’est répandu en Europe à partir de l’Italie et de la France où il est le mieux théorisé — et ouvert la voie à de nouveaux architectes de talent.
En 2025, une exposition est consacrée à Laurent-Benoît Dewez dans le quartier abbatial de l'ancienne abbaye de Vlierbeek (Louvain). La première monographie scientifique sur Dewez paraît également en fénrier 2025.